# Коломбјер (Орн)
Коломбјер (фр. Colombiers) је насељено место у Француској у региону Доња Нормандија, у департману Орн.
По подацима из 2011. године у општини је живело 341 становника, а густина насељености је износила 27,63 становника/km².

## Демографија
| 1962. | 1968. | 1975. | 1982. | 1990. | 2011. |
| ----- | ----- | ----- | ----- | ----- | ----- |
| 297   | 264   | 302   | 351   | 334   | 341   |